# Wheeler (Illinois)
Wheeler – wieś w Stanach Zjednoczonych, w stanie Illinois, w hrabstwie Jasper.